# Metoxetamina
La metoxetamina o 3-MeO-2-oxo-PCE es una sustancia química de la clase arilciclohexilamina que se ha vende como droga de diseño. Se trata de un derivado de la ketamina, que también contiene características estructurales de la eticiclidina y la 3-MeO-PCP. La metoxetamina se cree que se comporta como un antagonista del receptor NMDA e inhibidor de la recaptación de dopamina. La metoxetamina se diferencia de muchos otros anestésicos disociativos de la clase de las arilciclohexilaminas en que fue diseñada para el mercado gris de distribución. El grupo N-etil fue elegido para aumentar la potencia.

## Propiedades físicas
La metoxetamina es un polvo blanco. Es poco soluble en isopropanol, 6 mg ml-1 a -10 °C.

## Surgimiento
El Observatorio Europeo de Drogas y Toxicomanías, que supervisa en Internet las nuevas sustancias psicotrópicas dentro de la Unión Europea, identificó por primera la metoxetamina en noviembre de 2010. En julio de 2011, se habían identificado 58 sitios web que venden el compuesto, a un costo de 145-195 euros por 10 gramos. Pero después de ser prohibida y desaparecer del mercado, alrededor del año 2015, su precio aumento debido a la poca disponibilidad de esta, hoy en día el costo de un solo gramo oscila entre 100-120 euros.

## Efectos
Se ha reportado que tienen similares efectos deseados y no deseados similares a la ketamina, aunque algunos usuarios han informado de que los efectos no deseados son menores con esta sustancia. Se ha comercializado bajo el nombre de "vejiga amigable", en referencia a los daños de vejiga asociado al uso crónico de la ketamina, pero se necesitan nuevas investigaciones científicas para determinar si este es el caso. De la limitada información disponible sobre la base de informes de los usuarios en los foros de discusión de Internet, los toxicólogos han afirmado que tiene "potencial para ser asociado con un daño significativo aguda y tóxico si se usan como una droga recreativa".
Al actuar como antagonista del receptor NMDA esta droga provoca efectos disociativos similares a la ketamina, pero a diferencia de esta, la metoxetamina además inhibe la recaptación de serotonina por lo que se le atribuye efectos eufóricos y placenteros. La duración de sus efectos es de 4 a 6 horas.